# 韋利科西爾基
49°59′41″N 24°25′28″E / 49.99472°N 24.42444°E

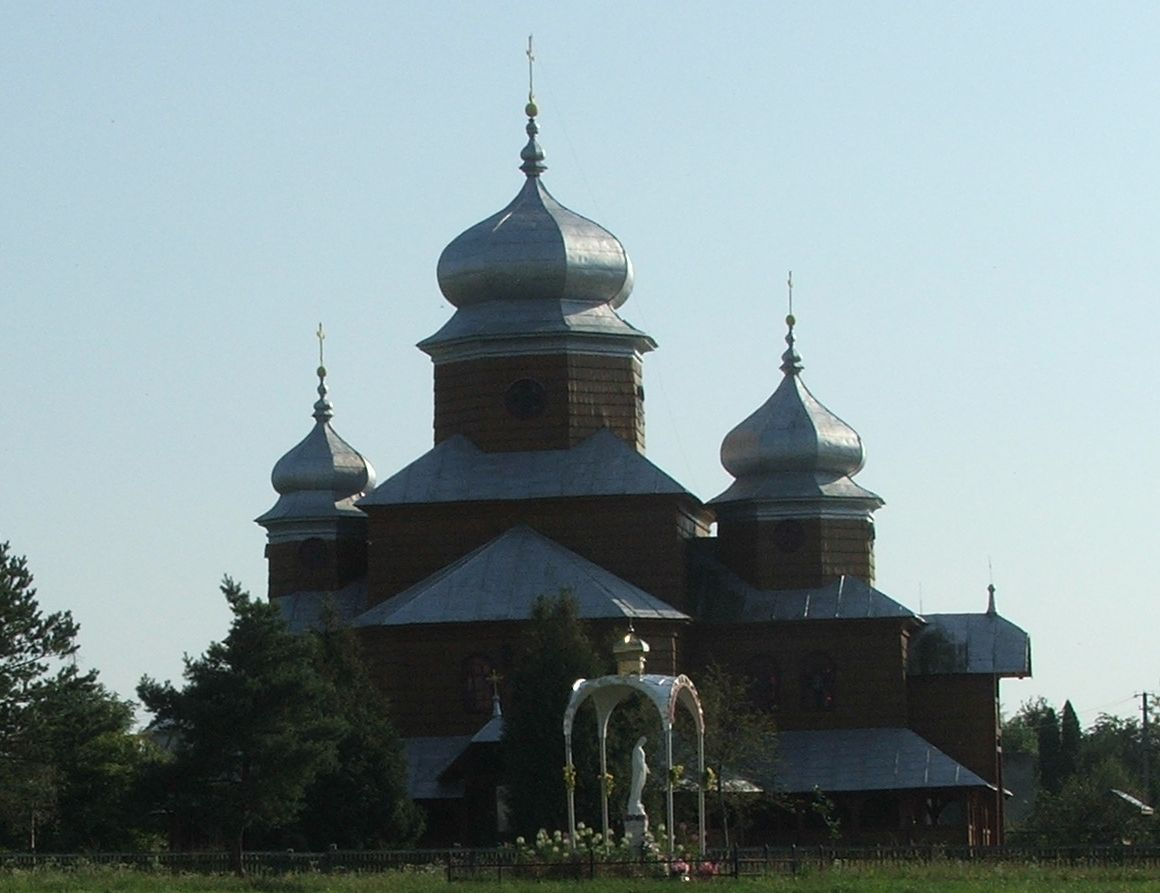
教堂

韋利科西爾基（羅馬化：Velykosilky）是烏克蘭的村庄，位於該國西部利沃夫州，由利維夫區新亚雷奇夫市镇負責管轄，始建於1393年，面積20.47平方公里，海拔高度240米，2007年人口超過1000人，人口密度每平方公里70.54人。